# Ben Rice
Ben Rice (ur. 1972 w Tiverton w Anglii) – pisarz angielski.

## Życiorys
Rice uczęszczał do prywatnej szkoły Blundell's School w Tiverton, a następnie studiował literaturę angielską na Uniwersytecie Newcastle i Uniwersytecie Oxfordzkim oraz Creative Writing na Uniwersytecie East Anglia w Norwich. Mieszka w Londynie.
Minipowieść Pobby i Dingan (sfilmowana pod tytułem Opalowe marzenie) otrzymała w 2001 nagrodę Somerset Maugham Award. W 2003 magazyn Granta umieścił Rice'a na liście dwudziestu "najlepszych młodych powieściopisarzy brytyjskich".

## Twórczość
- Pobby and Dingan (2000) – Pobby i Dingan (2003)